# Heteromallus marmoratus
Heteromallus marmoratus är en insektsart som beskrevs av Kjell Ernst Viktor Ander 1938. Heteromallus marmoratus ingår i släktet Heteromallus och familjen grottvårtbitare. Inga underarter finns listade i Catalogue of Life.